# ペルルシジバカ・アクアティカ
ペルルシジバカ・アクアティカ（Perlucidibaca aquatica）はPseudomonadota門ガンマプロテオバクテリア綱シュードモナス目モラクセラ科ペルルシジバカ属の種の一つであり、偏性好気性かつ非運動性のグラム陰性桿菌である。

## 概要
種名"aquatica"は、「水から発見された」を意味するラテン語形容詞である。
グラム陰性、オキシダーゼ陽性、カタラーゼ陰性、非運動性、非滑走運動性、偏性好気性。細胞は桿状（0.5～0.7µm×1.0～1.6µm）である。コロニーはR2A寒天培地上で30℃5日間培養後では、直径0.5～1.0mm、円形、凸型、平滑、周縁が有り全体は白色透明である。生育条件は温度10～37℃（最適温度30℃）、pH 6.0～10.0（最適pH 7.0～8.0）、NaCl濃度は0～1.0% NaCl（最適濃度0%）である。硝酸塩還元、インドール生成、グルコース発酵、アルギニンジヒドロラーゼ、ウレアーゼ、ゼラチン液化、PNPG（β-ガラクトシダーゼ）については陰性であるが、エスクリン加水分解については陽性である。アルカリホスファターゼ、エステラーゼ(C4)及びエステラーゼリパーゼ(C8)、リパーゼ(C14)、ロイシンアリルアミダーゼ、バリンアリルアミダーゼ、酸性ホスファターゼ及びナフトール-AS-BI-ホスホヒドロラーゼの酵素活性を示す。一方で、シスチンアリルアミダーゼ、トリプシン、α-ガラクトシダーゼ、β-ガラクトシダーゼ、β-グルクロニダーゼ、α-グルコシダーゼ、β-グルコシダーゼ、N-アセチル-β-グルコサミニダーゼ、α-マンノシダーゼ及びα-フコシダーゼについては酵素活性を示さない。Biolog GN2 MicroPlateを用いた鑑別ではTween 40、Tween 80、ピルビン酸メチルエステル、セバシン酸、及びコハク酸の酸化試験では陽性を示す。イソプレノイドキノンとしてQ-8が検出される。主要な細胞脂肪酸は、summed feature 3（C16:1ω7c及び/又はC16:1ω6c）、C16:0、C12:0 3-OH、及びsummed feature 8（C18:1ω7c及び/又はC18:1ω6c）である。
タイプ株はBK296T（=KCTC 52162T、=JCM 31377T）であるであり、韓国三陟市の鍾乳洞Chodanggul Cave（37° 23′ 04″ N 129° 11′ 24″ E）の水から発見された。GC含量は55.7 mol%である。この株の16S rRNA遺伝子配列のGenBank/EMBL/DDBJアクセッション番号はKU984676である。この株のドラフトゲノム配列のNCBIバイオプロジェクトのアクセッション番号はPRJNA322579である。